# Ixodes fossulatus
Ixodes fossulatus är en fästingart som beskrevs av Neumann 1899. Ixodes fossulatus ingår i släktet Ixodes och familjen hårda fästingar.
Artens utbredningsområde är Ecuador. Inga underarter finns listade i Catalogue of Life.